# Palais Harrach (Freyung)

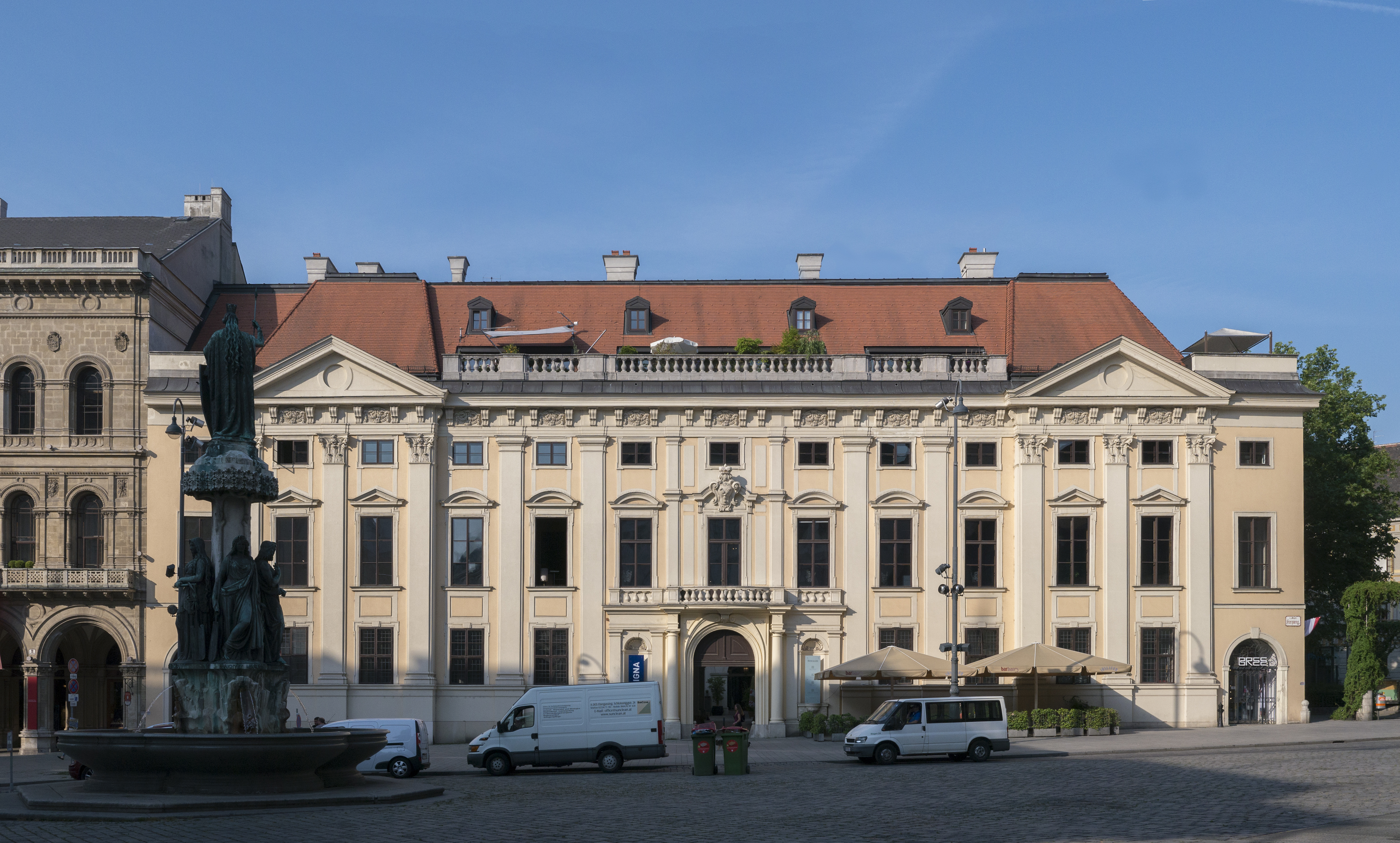
Palacio Harrach en la plaza de la Freyung

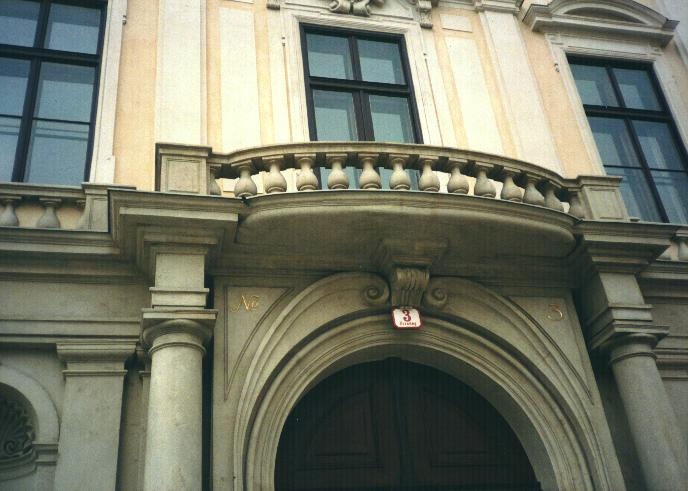
Palais Harrach, detalle del portal

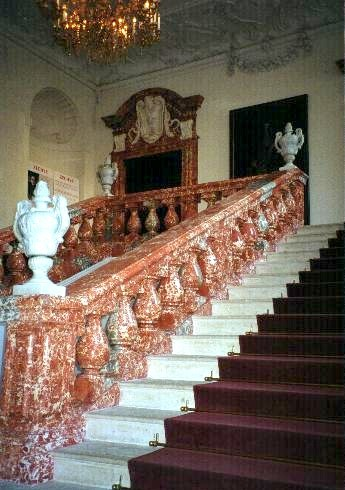
Palacio Harrach, escaleras

El Palacio Harrach es un palacio de la ciudad vienesa en la plaza de la Freyung en el primer distrito municipal, Innere Stadt, de Viena.

## Historia
En el sitio del actual Palais Harrach había tres casas más pequeñas, que Jörg von Puchheim conectó estructuralmente. En 1626 el conde imperial Karl von Harrach compró este edificio. A su vez, los Harrach lo vendieron a la familia Auersperg en 1658.
Dado que el antiguo edificio residencial se incendió poco antes de la Gran Guerra Turca en 1683, se volvió a vender. Las ruinas fueron compradas por el embajador, el conde Ferdinand Bonaventura von Harrach, por lo que el sitio de construcción revirtió a la familia Harrach. Sobre el 1690 se construyó un nuevo palacio por orden del conde Ferdinand Bonaventura Harrach.
Se abandonaron las tradiciones constructivas habituales y se reorientaron hacia la arquitectura barroca de Italia. Los planos fueron elaborados por el arquitecto Christian Alexander Oedtl, participando también el arquitecto romano Domenico Martinelli (1650-1718). Se hicieron pedidos de cantería al maestro vienés Veith Steinböck, así como a Giovanni Battista Passerini y Sebastian Regondi de la cantera Kaisersteinbruch en Burgenland. La dura caliza (Kaiserstein) se utilizó para los portales, las columnas y la escalera, entre otras cosas. En las ediciones relativas a la construcción en la Freyung se puede leer varias veces: "...un carruaje imperial entró en la cantera imperial para traer piedra hasta la puerta del jardín, al cochero y al jinete, a cada uno 3 comidas, - más aparte 6 caballos durante una noche el heno, la paja y el dinero de establo...".
El conde Harrach describió la escalera en su diario como "más amplia y no tan empinada en comparación con la escalera de las Tullerías y ... más bella y gallarda ... que la del palacio madrileño del Ducado del Infantado".
El palacio albergaba, por ejemplo, la colección de pinturas de Harrach. Gravemente dañado por un bombardeo en 1944, fue restaurado tras la Segunda Guerra Mundial en los años 1948-1952.
De 1994 a 2003 sirvió al Museo de Historia del Arte de Viena (Kunsthistorisches Museum) como sede de exposiciones especiales permanentes, lecturas, conferencias y conciertos.
A la derecha del palacio se encontraba el jardín, cuyo tamaño se redujo con el paso del tiempo. Hoy, un pequeño espacio verde lo recuerda. Hasta el bombardeo de 1944, aquí se encontraba un pabellón de jardín de Johann Lucas von Hildebrandt, que formaba un límite definido entre la plaza de la Freyung y la calle de la Herrengasse.
El Palacio Harrach fue propiedad de la empresa ÖRAG-Immobilien; hoy es propiedad de una fundación legada por Karl Wlaschek en 2015.